# Charles Beckwith
Pour les articles homonymes, voir Beckwith.
Charles Alvin Beckwith, né le 22 janvier 1929 à Atlanta et mort le 13 juin 1994 à Austin, surnommé « Chargin’ Charlie », est un militaire américain. Vétéran de la guerre de Corée et de la guerre du Viêt Nam, colonel, il est à l'origine de la création de la Delta Force, une unité d'opérations spéciales de l'armée de terre des États-Unis.